# Nesluša
Nesluša (ungarisch Neszlény – bis 1902 Neszlusa) ist eine große Gemeinde im Okres Kysucké Nové Mesto innerhalb des Žilinský kraj in der Slowakei.

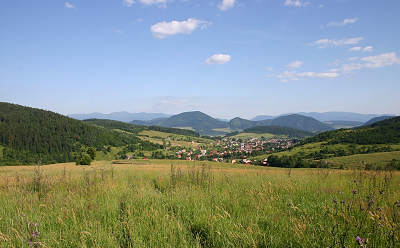
Blick auf den Ort

Der Ort liegt unter dem Gebirge Javorníky am Bach Neslušanka und ist vier Kilometer von Kysucké Nové Mesto entfernt, woher auch der einzige Straßenzugang besteht. Neben dem Hauptort selbst liegen im Gebirge 22 Einzelsiedlungen (slow. kopanice).
Nesluša wurde zum ersten Mal 1367 als Neszlusa schriftlich erwähnt und gehörte zum Herrschaftsgut der Burg Budatín.

## Bevölkerung
| Jahr                | 1994 | 2004    | 2014    | 2024    |
| ------------------- | ---- | ------- | ------- | ------- |
| Anzahl der Personen | 3228 | 3247    | 3156    | 3191    |
| Unterschied         |      | +0,58 % | −2,80 % | +1,10 % |

| Jahr                | 2023 | 2024    |
| ------------------- | ---- | ------- |
| Anzahl der Personen | 3210 | 3191    |
| Unterschied         |      | −0,59 % |

## Persönlichkeiten
- Martin Svrček (* 2003), Radrennfahrer